# Retablo (Film)
Retablo ist ein peruanischer Spielfilm von Álvaro Delgado Aparicio, der 2017 auf dem Festival de Cine in Lima uraufgeführt wurde. Er ist der erste abendfüllende Film des Regisseurs und wurde als einer der ersten Spielfilme Perus in Gänze auf Quechua gedreht. Seine internationale Premiere hatte der Film, der die Homosexualität als Tabu-Thema in einer traditionellen Gesellschaft behandelt, auf der Berlinale 2018.

## Handlung
Der Film handelt von einem Jugendlichen in Ayacucho/Huamanga namens Segundo (Junior Béjar Roca), dem sein Vater Noé (Amiel Cayo Coaquira) die Familientradition des Gestaltens von Altarbildern (Retablo) für Kirchen beibringt. Weiteres Familienmitglied ist Segundos Mutter und Noés Ehefrau Anatolia (Magaly Solier Romero). Auf einer Handelsreise zum Verkauf der Kunstwerke erfährt Segundo vom Geheimnis seines Vaters, wodurch Segundos Welt und alles, woran er geglaubt hat, zusammenbricht.

## Produktion
Der Peruaner Álvaro Delgado Aparicio, in London als Organisationspsychologe und in Filmregie ausgebildet, kannte die Produzentin Enid Campos und den Kameramann Mario Bassino aus einem zuvor gemeinsam gedrehten, auf dem Sundance Film Festival vorgestellten Kurzfilm El acompañante. Delgado brauchte neun Jahre, um seinen Film in Peru fertigzustellen. Die aus Huanta stammende Schauspielerin Magaly Solier überzeugte ihn davon, dass er den Film nicht auf Spanisch, sondern in der Sprache Ayacuchos, dem Chanka-Quechua, drehen solle. Für die Hauptrolle Segundo wurde aus 600 Bewerbungen mit Junior Béjar Roca ein junger Mann aus der Region Ayacucho ohne vorherige größere Schauspielerfahrung ausgewählt. Die Rolle seines kunstschaffenden Vaters wurde von Amiel Cayo Coaquira übernommen, einem professionellen Schauspieler und plastischen Künstler, der später auch durch seine Hauptrolle im ebenfalls quechuasprachigen Film Samichay (2020) wurde.
Da Álvaro Delgado kein Quechua sprach, mussten die Filmszenen zuerst in Gänze auf Spanisch eingeübt werden, und erst für die Filmaufnahmen wurde zum Chanka-Quechua übergegangen. Ein weiteres Problem war jedoch, dass Amiel Cayo, der aus der Region Puno stammte, sehr wohl problemlos Quechua mit seinen Kollegen reden konnte, jedoch das deutlich anders klingende Qusqu-Qullaw sprach. Er musste das Chanka-Quechua intensiv üben, damit er im Film als Ayacuchano überzeugen konnte. Schließlich wurden die Szenen vollständig auf Chanka-Quechua aufgenommen. Ein informeller Dolmetscher, Wilker Hinostroza, und ein offizieller Übersetzer und Dolmetscher, Braulio Quispe, halfen bei den Übersetzungen der Dialoge und unter anderem bei den von den Schauspielern selbst vorgenommenen Änderungen daran.

## Kritiken
Der Film wurde in Kritiken überwiegend positiv aufgenommen. So nimmt sich laut Julio Escalante von RPP Noticias der Film des in Peru bestehenden Tabuthemas Homosexualität und in diesem Zusammenhang der Themen Mannwerdung, Toleranz, Ablehnung von Gewalt in sensibler Weise an.
Hervorgehoben wurde beispielsweise von Jacqueline Fowks in El País die erfolgreiche Darstellung von drei Hauptthemen: Homophobie, Schwierigkeiten des Überlebens als Teil einer ländlichen Quechua-Gemeinde und die Konflikte eines Heranwachsenden in der dörflichen Welt der Anden, die sich von den Problemen eines städtischen Jugendlichen unterscheiden.
Amiel Cayo, Darsteller des kunstschaffenden Vaters, hebt das nach wie vor in Peru bestehende Tabu Homosexualität hervor, weshalb ihm auch nahe Freunde mit großen Vorbehalten begegnet seien. Laut dem peruanischen Filmkritiker Héctor Turco behandelt der Film das Thema auf subtile und elegante Weise. Es sei nicht der Hauptantrieb der Handlung, sondern vielmehr ein Zünder, der sich auf die gesamte Handlung ausdehne, um die Liebe zwischen Vater und Sohn sich gegen Widrigkeiten entwickeln zu lassen.

## Überraschender Erfolg als quechuasprachiger Film
Laut Ernesto Carlín in El Peruano ist es bisher in Peru fast unmöglich gewesen, mit einem Film in einer indigenen Sprache oder überhaupt einer anderen Sprache als Spanisch in die kommerziellen Kinos zu kommen, und dieses Tabu wurde nach seinen Worten mit Retablo und dem fast gleichzeitig herausgekommenen, auf Aymara gefilmten Wiñaypacha gebrochen. Der Erfolg für Retablo war groß genug, dass es auch von Netflix ins Angebot aufgenommen wurde. Für Álvaro Delgado Aparicio war dies nach eigenen Worten eine Überraschung, und er habe vor allem befürchtet, dass die Anbieter den Film synchronisieren wollten, was aber nicht geschah. Vielmehr hätten die Verhandlungspartner selbst erkannt, dass ein besonderes Vergnügen an dem Film im gesprochenen Quechua bestünde, und es gebe jetzt Untertitel in verschiedenen Sprachen. Selbst diejenigen seiner Mitarbeiter, die anfangs gegen die Verwendung des Quechua gewesen seien, hätten nach Vergleichen derselben Szenen, gespielt erst auf Spanisch und dann auf Quechua, spätestens aber nach dem Erfolg des Filmes ihre Meinung geändert, so dass am Ende alle für das Quechua waren, und er sei deshalb Magaly Solier Romero sehr dankbar.

## Auszeichnungen
Auf seiner Uraufführung in Lima im August 2017 wurde Retablo von der Preiskommission als bester peruanischer Film ausgezeichnet. Bei seiner internationalen Premiere auf der Berlinale 2018 in Berlin erhielt er den für LGBT-Themen vergebenen Teddy Award. Von 2017 bis Mai 2019 erhielt der Film über 20 internationale Auszeichnungen.

## Das Kunsthandwerk der Retablos in Ayacucho
In Teilen der Region Ayacucho hat das Kunstwerk der Altarretabel eine längere Tradition. Für die Altarbilder werden Kästen aus Cedrela-Holz und Figuren aus einer Masse aus gemahlenen Kartoffeln und gemahlenem Gips gefertigt.